# فضل بن سهل السرخسي
ذُو الرِّئاسَتَيْن أبُو العبَّاس الفَضْل بن سَهْل بن زاذا نَفْرُوخ السَّرخَسِيُّ (154 - 202 هـ / 771 - 818 م)، المعرُوف اختصارًا باسمه الفَضْل بن سَهْل وَكَانَ يُلَقَّبُ ذَا الرِّئَاسَتَيْنِ لِأَنَّهُ تَقَلَّدَ الْوِزَارَةَ وَالْحَرْبَ، وَكَانَ مَنْجِّمًا، وَقِيلَ : لَمَّا عَزَمَ جَعْفَرٌ الْبَرْمَكِيُّ عَلَى اسْتِخْدَامِ الْفَضْلِ لِلْمَأْمُونِ وَصَفَهُ بِحَضْرَةِ الرَّشِيدِ، وَنَطَقَ الْفَضْلُ، فَرَآهُ الرَّشِيدُ فَطِنًا بَلِيغًا
إنَّ مبدأ أمره أن سهلاً والد الفضل اتَّصل بسلام بن الفرج مولى يحيى بن خالد أيام الرشيد وأسلم على يديه، وسهّل له سلام مخالطة البرامكة، ثمَّ إن سهلاً أحضر ابنيه الفضل والحسن، فاتصل الفضل بن سهل بالفضل بن جعفر الذي قلَّده قهرمته (الوكيل الخاص لشؤونه الداخلية)، واتصل الحسن بالعباس بن الفضل بن يحيى، ورعى يحيى بن خالد لهما ولايتهما. ونقل الفضل بن سهل ليحيى كتاباً من الفارسية إلى العربية، فأعجب يحيى بفهمه وبجودة عبارته وتوسمّ فيه خيراً، وقرظه عند الرشيد، ودعاه إلى الإسلام سبيلاً إلى الرفعة وطريقاً للإحسان إليه، وأرسله إلى ابنه جعفر بن يحيى ليُسلم على يديه ويدخله إلى المأمون وهو ولي العهد. وأدخله جعفر إلى المأمون فأسلم الفضل بن سهل على يدي المأمون ونال بره وإحسانه ورزقاً جارياً مع الحشم، ولم يزل ملازماً الفضل بن جعفر حتى أصيب البرامكة، فلزم المأمون وصار وزيره. ولما ثبت أمر المأمون بعد مقتل علي ابن ماهان قائد جيش الخليفة الأمين وهزيمة جيشه، واستُخلف رَفَعَ منزلة الفضل بن سهل الناصح له بمنازلة الأمين، وفوَّض له أموره كلها وسماه ذا الرياستين لتدبير أمر السيف والقلم، وولى أخاه الحسن بن سهل ديوان الخراج.
وكانت فيه فضائل مميزة وكان خبيراً بعلم النجامة. وكان له نظر وأقوال مأثورة تنم على عقل راجح، فقد عتب الفضل على بعض أصحابه فأعتبه وراجع محبته فقال الفضل:
إنها محنة الكرام إذا ما
أجرموا أو تجرموا الذنب تابوا
واستقاموا على المحبة للإخـ
وان فيما ينوبهم وأنابوا
وقال مرة: «رأيت جملة البخل سوء الظن بالله تعالى وجملة السخاء حسن الظن بالله تعالى». واعتلَّ يوماً ولما شُفي جلس للناس فهنؤوه وتصرفوا بالكلام فقال: «إن في العلل لنعماً ينبغي للعقلاء أن يعلموها. تمحيص للذنب وتعرض لثواب الصبر، وإيقاظ من الغفلة، وإذكار للنعمة في حال الصحة، واستدعاء للتوبة، وحضٌ على الصدقة، وفي قضاء الله وقدره بعد الخيار».
ومدحه إبراهيم بن عباس الصولي بقوله :
| لفضل بن سهل يد | تقاصر عنها المثل |
| فبسطتها للغنى  | وسطوتها للأجل    |
| وباطنها للندى  | وظاهرها للقبل    |

وقال رجل له: «أسكتني عن وصفك تساوي أفعالك في السؤدد» وقال فيه الشاعر عبد الله بن محمد:
وقال رجل له: «أسكتني عن وصفك تساوي أفعالك في السؤدد» وقال فيه الشاعر عبد الله بن محمد:
| لعمرك ما الأشراف في كل بلدة | وإن عظموا للفضل إلا صنائع  |
| ترى عظماء الناس للفضل خشعاً  | إذا ما بدا والفضل لله خاشع |
| تواضع لما زاده الله رفعة    | وكل جليل عنده متواضع       |

وكان الفضل حلقة في سلسلة من رواة حديث مسند واحد.
ولما ثقل أمر الفضل بن سهل على المأمون ورأى فيه تهديداً لسلطانه، قرر الخروج من مرو والتوجه إلى بغداد، ولاسيما بعد أن تبين له أن الفضل كان يتعمد إخفاء الفتن التي انتشرت في العراق عنه ولاسيما بعد أن بايع المأمون علي الرضا بن موسى الكاظم بولاية عهده، وأمر جنوده بطرح السواد شعار العباسيين ولبس الثياب الخضر شعار العلويين وفي خلال الطريق قتل وزيره الفضل بن سهل وهو في الحمام بمدينة سرخس، وتظاهر بالبراءة من قتله، فقتل به عدة رجال وخادمه سراجاً، وعزّى أخاه الحسن بن سهل. رثاه مسلم بن الوليد المعروف بصريع الغواني ودعبل الخزاعي وإبراهيم بن العباس.
وكان من أسباب قتله قوله:
| إن مأمون هاشم أصله مكـ         | ـة منها آباؤه وجدوده    |
| غير أنا نحن الذين غذونا        | ه بماء العلا فأورق عوده |
| من خراسان أتبع الأمر فيهم      | وتوشت للناظرين بروده    |
| قد نصرنا المأمون حتى حوى الملـ | ك ففينا طريفه وتلاده    |